# Der Große Conrady
Der Große Conrady. Das Buch deutscher Gedichte. Von den Anfängen bis zur Gegenwart ist die von Karl Otto Conrady herausgegebene Standardanthologie deutschsprachiger Lyrik.

## Inhalt und Aufbau
»Der Große Conrady« präsentiert ca. 2500 Gedichte von rund 650 Autoren und damit die "deutschsprachige Dichtkunst in ihrer ganzen Bandbreite – von den Anfängen im Mittelalter bis zur Gegenwart". Nach den Vorworten vermittelt ein Inhaltsverzeichnis über 60 Seiten die »Autoren und ihre Gedichte« (einschließlich bio- und bibliographischer Angaben), dem die eigentliche Gedichtsammlung auf den Seiten 93 bis 1325 folgt. Den Abschluss des insgesamt 1378 Seiten umfassenden Folianten bilden die Kapitel »Wort- und Sacherklärungen«, »Gedichtüberschriften und Gedichtanfänge« sowie »Alphabetisches Verzeichnis der Autoren/innen«.
In seiner neuesten Ausgabe von 2008 sind mehr als die Hälfte des Werkes Gedichte aus dem 20. Jahrhundert.

## Editionsgeschichte
1977 legt Karl Otto Conrady die erste Ausgabe seiner Sammlung mit Gedichten von den Anfängen bis zur Gegenwart vor. Das Wessobrunner Gebet leitet die Anthologie ein, Gedichte von Erich Arendt stehen am Ende. 1991 erscheint »Das große deutsche Gedichtbuch« in deutlich reduzierter Fassung: Ein Gedicht von Ulrich von Hutten (um 1500) macht den Anfang, die Lyrik von Kerstin Hensel beschließt den Überblick. 2000 kehrt »Der Neue Conrady« zum ursprünglichen Editionsprinzip zurück, bietet wieder die Gedichte von den Anfängen im Mittelalter und erweitert den Anteil der zeitgenössischen Gedichte um mehrere hundert Seiten. 2008 wird die Sammlung um Gedichte von 51 jüngeren zeitgenössischen Autoren erweitert, die zwischen 2000 und 2007 in Erscheinung getreten sind.

## Die vier Editionen
- Der Große Conrady. Das Buch deutscher Gedichte. Von den Anfängen bis zur Gegenwart, erweiterte Neuausgabe, mit Vorworten von Karl Otto Conrady zur neuen Ausgabe von 2008 und zur Ausgabe von 2000, 1378 Seiten, Leinen, zwei Lesebändchen, Schuber, Artemis & Winkler, Düsseldorf 2008. ISBN 3-538-04004-4[1]
- Der Neue Conrady. Das große deutsche Gedichtbuch. Von den Anfängen bis zur Gegenwart, neu herausgegeben, aktualisiert und mit einem Vorwort versehen von Karl Otto Conrady, 1307 Seiten, Lesebändchen, Hardcover mit Schutzumschlag, Artemis und Winkler, Düsseldorf und Zürich 2000.

- Das große deutsche Gedichtbuch. Von 1500 bis zur Gegenwart, neu herausgegeben, aktualisiert und mit einem Vorwort versehen von Karl Otto Conrady, 979 Seiten, Leinen mit Schutzumschlag, Artemis und Winkler, München und Zürich 1991.

- Das große deutsche Gedichtbuch, Vorwort von Karl Otto Conrady, 1148 Seiten, Hardcover mit Schutzumschlag, Athenäum, Kronberg/Taunus 1977.

## Der Große Conrady, Der Kleine Conrady, Der Hör-Conrady
Auf der Grundlage des »Neuen Conrady« erschienen 2008 neben dem Hauptwerk »Der Große Conrady« zwei weitere »Conrady«-Editionen: »Der Hör-Conrady« mit 1100 Gedichten auf 21 CDs und zwei MP3-CDs sowie das zugehörige Booklet »Der Kleine Conrady« (800 Seiten). Rezitiert werden die Gedichte unter anderem von den Schauspielern Christian Brückner, Matthias Habich, Ulrich Matthes, Sophie Rois, Rosel Zech und Hanns Zischler sowie vom Herausgeber selbst.